# It’s a Man’s World (альбом Сары Воан)
It’s a Man’s World — студийный альбом американской певицы Сары Воан, выпущенный в 1967 году на лейбле Mercury Records. Продюсировал запись Хэл Муни, аранжировки Муни, Боба Джеймса и Боба Фридмана.

## Отзывы м признание
| Оценки критиков | Оценки критиков |
| Источник        | Оценка          |
| --------------- | --------------- |
| AllMusic        | [ 1 ]           |

В журнале Billboard отметили, что с годами голос, фразировка и подход к лирике Воан становится ещё лучше.
Кен Драйден из AllMusic написал: «Сару Вон можно услышать в серии баллад, которые часто звучат в джазовой обстановке, но несколько тяжеловесные аранжировки больше склоняются к лёгкому прослушиванию, с часто жёстким ритмическим сопровождением и часто властными струнными. Прекрасный голос певицы, находящейся в отличной форме, полон авантюрного духа, она является единственным импровизатором на этом свидании, создав десять сильных композиций, от старых, таких как „Danny Boy“ и „I’m Just Wild About Harry“, до популярных песен дня, таких как огромный хит „Alfie“. Есть также несколько шедевров авторов песен, которые все еще были активны в то время, в том числе „Trouble Is a Man“ Алека Уайлдера, а также трио вечных стандартов Гарольда Арлена».

## Список композиций
1. «Alfie» (Берт Бакарак, Хэл Дэвид) — 3:33
2. «The Man That Got Away» (Гарольд Арлен, Айра Гершвин) — 4:28
3. «Trouble Is a Man» (Алек Уайлдер) — 3:43
4. «Happiness is a Thing Called Joe» (Гарольд Арлен, Йип Харбург) — 3:50
5. «For Every Man There’s a Woman» (Гарольд Арлен, Лео Робин) — 3:23
6. «I Got a Man Crazy for Me» (Нил Морет, Ричард Уайтинг) — 3:31
7. «My Man (Mon Homme)» (Жак Шарль, Ченнинг Поллак, Альберт Уиллмец, Морис Ивэн) — 3:52
8. «I’m Just Wild About Harry» (Юби Блейк, Нобл Сиссл) — 2:39
9. «Jim» (Сезар Петрилло, Эдвард Росс, Нельсон Шоун) — 3:42
10. «Danny Boy» (Фредерик Уэзерли) — 4:35

## Участники записи
- Аранжировка — Хэл Муни, Боб Джеймс, Боб Фридман
- Вокал — Сара Воан
- Продюсер — Хэл Муни